# Minorietenkerk
De Minorietenkerk (Duits: Minoritenkirche) is een kerkgebouw in het centrum van Wenen. De minorieten zijn minderbroeders (franciscaner monniken). De kerk ligt op het Minoritenplatz, in het eerste district (Innere Stadt).
De eerste steen voor deze kerk werd gelegd in 1275 door Ottokar II van Bohemen. De kerk werd opgetrokken in de buurt van de stadsmuur, waar zich tegenwoordig de Ringstraße bevindt. Het Ludwigschor werd gebouwd tussen 1316 en 1328. Dit koor werd in de 18e eeuw afgebroken; men kan de omtrekken ervan nog zien in een muurtje. De kerk kwam gereed in 1350. Het gebouw is opgetrokken in de stijl van de Franse gotiek. In het middenportaal bevindt zich een 13e-eeuws timpaanreliëf, dat ook Franse invloeden vertoont. De oostfaçade van de kerk wordt gedomineerd door een slanke toren. Bij het tweede beleg van Wenen door de Turken in 1683 werd de torenspits verwoest. Er werd een vlak dak op de toren geplaatst.
In 1782 moesten de minorieten hun kerk en klooster verlaten bij decreet van keizer Jozef II. Zij werden verplicht om in een kloostergebouw in de Alser Straße te trekken, om de ziekenzorg in een daarbij gelegen ziekenhuis over te nemen. Jozef II schonk het kerkgebouw aan de Italiaanse gemeenschap. De Italianen gaven de kerk de naam Maria delle Nevi (Maria Schnee). Aan het eind van de 18e eeuw werden de kloostergebouwen afgebroken. Aan het begin van de 20e eeuw werden een sacristie en een arcadengang aan de kerk toegevoegd.
De kerk bestaat uit 3 schepen van gelijke hoogte, die overdekt zijn met kruisribgewelven. In de kerk bevindt zich een mozaïekkopie van Het Laatste Avondmaal van Leonardo da Vinci door Giacomo Rafaelli uit het begin van de 19e eeuw.

## Broederschap Sint Pius X
vanaf 29 juni 2021 is de Broederschap Sint Pius X eigenaar van de kerk en vanaf 3 juni 2022 ook de enige gebruiker